# Lokalflora
Lokalflora är den samlade växtligheten inom ett visst område, eller en beskrivning av densamma. 
Sveriges första lokalflora utgavs 1694, sammanställd av Olof Bromelius under namnet ’’Chloris Gothica’’ och innehållande en förteckning över växter i Göteborg.